# 1838 (numero)
Milleottocentotrentotto (1838) è il numero naturale dopo il 1837 e prima del 1839.

## Proprietà matematiche
- È un numero pari.
- È un numero composto da 4 divisori: 1, 2, 919, 1838. Poiché la somma dei suoi divisori (escluso il numero stesso) è 922 < 1838, è un numero difettivo.
- È un numero semiprimo.
- È un numero palindromo e un numero ondulante nel sistema posizionale a base 15 (828).
- È un numero congruente.
- È un numero intoccabile.
- È un numero odioso.
- È parte della terna pitagorica (1838, 844560, 844562).

## Astronomia
- 1838 Ursa è un asteroide della fascia principale del sistema solare.

## Astronautica
- Cosmos 1838 è un satellite artificiale russo.